# Чеганда
Чеганда — село в Каракулинском районе Удмуртии. Административный центр Чегандинского сельского поселения.

## География
Село расположено на юго-востоке республики на расстоянии примерно в 12 километрах по прямой к юго-западу от районного центра Каракулино.
Часовой пояс
Село Чеганда как и вся Удмуртия, находится в часовой зоне МСК+1. Смещение применяемого времени относительно UTC составляет +4:00.

## Население
| 2010 | 2012 |
| ---- | ---- |
| 595  | ↘584 |

Национальный состав
Согласно результатам переписи 2002 года, русские составляли 94 % из 736 чел..